# Hydra magellanica
Hydra magellanica is een hydroïdpoliep uit de familie Hydridae. De poliep komt uit het geslacht Hydra. Hydra magellanica werd in 1927 voor het eerst wetenschappelijk beschreven door Schulze. 